# Friedrich Christian von Velen
Friedrich Christian von Velen (* 1696; † um 1730 in Lüttich) war beigeordneter Amtsdroste in Meppen und Vertreter im Landtag des Hochstifts Münster.

## Leben

### Herkunft und Familie
Friedrich Christian von Velen wuchs als Sohn des Christoph Alexander von Velen und seiner Gemahlin Maria Dorothea Margaretha von Schenking zu Bevern († 1703) zusammen mit seinen Brüdern Hermann Anton Bernhard und Alexander Ferdinand in der uralten westfälischen Adelsfamilie von Velen auf.

### Werdegang und Wirken
Mit der Aufschwörung zur Münsterschen Ritterschaft am 16. November 1717 wurde Friedrich Christian Vertreter im Landtag. Die Aufgabe dieser Institution, bestehend aus den drei Ständen, lag in der Regelung des Steuerwesens und ab 1447 auch des Fehdewesens im Hochstift Münster.
Friedrich Christian wurde seinem Vater als Amtsdroste beigeordnet, konnte dieses Amt wegen seines Gesundheitszustandes jedoch nicht ausüben. Deswegen wurde sein Bruder Hermann Anton Bernhard als Erbfolger bestimmt und Nachfolger seines Vaters im Amt des Drosten von Meppen. Friedrich Christian starb beim Krankenpflegeorden der Alexianer in Lüttich. Er war ein Patenkind des Fürstbischofs Christoph Bernhard von Galen. Friedrich Christian hatte überhaupt keine Nachkommen und die beiden Ehen seines Bruders Hermann Anton Bernhard brachten keinen männlichen Nachwuchs. So erlosch der Mannesstamm „von Velen“. Eine von Hermanns Töchtern, Anna Theresia, war mit Clemens August von Landsberg zu Erwitte verheiratet und Alleinerbin. So kam es durch den vorherigen Fideikommiss zu einem Familienzusammenschluss von Landsberg-Velen. Seit dem Jahre 1792 trug das freiherrliche Geschlecht der von Landsberg offiziell den Namenszusatz "Velen". Dies schlug sich auch in der Wappenvereinigung nieder.